# Рэдфорд, Майкл
Майкл Рэ́дфорд (англ. Michael Radford; 24 февраля 1946 года, Нью-Дели) — британский кинорежиссёр и сценарист, дважды лауреат премии BAFTA: за лучший неанглоязычный фильм и лучшую режиссуру (фильм «Почтальон»).

## Биография
Родился 24 февраля 1946 года в Нью-Дели (Индия). Обучался в Бедфордской школе и Вустер-колледже, после чего поступил в Национальную школу кино и телевидения.

## Творчество
В начале карьеры Рэдфорд работал в производстве документальных фильмов, в основном на проектах для Би-би-си.

## Фильмография

### Режиссёр
| Год  |     | Русское название               | Оригинальное название      | Роль |
| ---- | --- | ------------------------------ | -------------------------- | ---- |
| 1983 | ф   | В другое время, в другом месте | Another Time Another Place |      |
| 1984 | ф   | 1984                           | 1984                       |      |
| 1987 | ф   | Белое зло                      | White Mishief              |      |
| 1994 | ф   | Почтальон                      | Il Postino                 |      |
| 1998 | ф   | Би-Манки                       | B. Monkey                  |      |
| 2001 | ф   | Танцы в «Голубой игуане»       | Dancing at the Blue Iguana |      |
| 2004 | ф   | Венецианский купец             | The Merchant of Venice     |      |
| 2007 | ф   | Без изъяна                     | Flawless                   |      |
| 2011 | док | Мишель Петруччиани             | Michel Petrucciani         |      |
| 2017 | ф   | Музыка тишины                  | The Music of Silence       |      |

## Награды и номинации
| Премия               | Год  | Фильм                            | Категория                      | Итог      |
| -------------------- | ---- | -------------------------------- | ------------------------------ | --------- |
| «Оскар»              | 1996 | «Почтальон»                      | Лучший режиссёр                | Номинация |
| «Оскар»              | 1996 | «Почтальон»                      | Лучший адаптированный сценарий | Номинация |
| BAFTA                | 1996 | «Почтальон»                      | Лучший неанглоязычный фильм    | Награда   |
| BAFTA                | 1996 | «Почтальон»                      | Лучший режиссёр                | Награда   |
| BAFTA                | 1996 | «Почтальон»                      | Лучший адаптированный сценарий | Номинация |
| «Сезар»              | 1997 | «Почтальон»                      | Лучший иностранный фильм       | Номинация |
| «Сезар»              | 2012 | «Мишель Петруччиани»             | Лучший документальный фильм    | Номинация |
| «Давид ди Донателло» | 1986 | «В другое время, в другом месте» | Лучший иностранный фильм       | Номинация |
| «Давид ди Донателло» | 2005 | «Венецианский купец»             | Лучший европейский фильм       | Номинация |